# 廖山涛
廖山涛（1920年1月4日—1997年6月6日），中国数学家。主要以在微分动力系统领域的研究而知名。与西方数学家不同，廖山涛采用直接接触常微系统的方法，从而引入了典范方程组（standards systems of equations）和阻碍集（obstructionnsets）的概念，证明了有控C1封闭引理。另外，廖山涛早年在代数拓扑学领域亦做出了自己的贡献。

## 生平
廖山涛于1920年1月4日生于湖南衡山的一个农民家庭，中学时代便对数学发生兴趣。1938年入西南联大算学系学习，4年后毕业。1942年与汪鸿仪结婚，育有三子。后在滇池旁的华亭寺内自学拓扑学。1946年起在北京大学数学系、中央研究院数学所执教、研究。1950年赴美国芝加哥大学读研究生，后在陈省身指导下凭借论文《纤维丛的第二阻碍类》拿到博士学位。1952年起在普林斯顿大学、普林斯顿高等研究院从事3年的拓扑学研究。
1956年廖山涛回国，任教于北大数学系。1997年6月6日，廖山涛病逝于北京，終年77歲。

## 荣誉
1986年获选为第三世界科学院院士，并获该院颁发的数学奖。1982年、1987年获国家自然科学奖二等奖和一等奖。 廖山涛还曾担任第四届国际双微讨论会组委会主席。与人合作出版了专著《同伦论基础》。

## 学术贡献
1960年代以后，廖山涛主要从事微分动力系统研究。1963年以来，他发表了《紧致微分流形上常微分方程系统的某类诸态备经性质》、《典范方程》、《阻碍集与强匀断条件》、《某类常微系统的一个基本性质》等论文，在稳定流型与非稳定流型的方法和泛函分析的方法之外开辟出典范方程组与阻碍集的方法。这种方法较少受到流型上系统的双曲构造的牵制，应用广泛性得到提升，而且便于作定量估计和计算。
廖山涛对结构稳定系统的特征问题也作了深入的研究。他用阻碍集的方法得出了一个定理，使得罗宾-罗宾森定理成为其中的特例。廖山涛证明罗宾-罗宾森定理的逆定理对闭曲面上的微分同胚是成立的。此外，他还给出了“C1封闭引理”的一个新证明，引起国内外的关注。